# Glypta boharti
Glypta boharti är en stekelart som beskrevs av Dasch 1988. Glypta boharti ingår i släktet Glypta och familjen brokparasitsteklar. Inga underarter finns listade i Catalogue of Life.